# تورط تنظيم القاعدة في آسيا
تورط تنظيم القاعدة في آسيا هو وجود واختباء تنظيم القاعدة في باكستان وأفغانستان والعراق. كما لعبت العناصر المرتبطة بشكل فضفاض بتنظيم القاعدة، في منظمة جماعة التوحيد والجهاد بقيادة أبو مصعب الزرقاوي، دوراً رئيسياً في الحرب في العراق.

## العراق
أبدى أسامة بن لادن اهتمامه بالعراق لأول مرة عندما غزت البلاد الكويت عام 1990، مما أثار المخاوف من أن الحكومة البعثية العلمانية في العراق قد تضع المملكة العربية السعودية نصب عينيها بعد ذلك. في رسالة أرسلها إلى الملك فهد، عرض إرسال جيش من المجاهدين للدفاع عن المملكة العربية السعودية، لكن العرض قوبل بالرفض. في نوفمبر 2001، وبعد شهر من هجمات 11 سبتمبر، اتصلت أجهزة الاستخبارات السودانية بمبارك الدوري وأبلغته أن مكتب التحقيقات الفيدرالي أرسل جاك كلونان وعدة عملاء آخرين للتحدث مع عدد من الأشخاص المعروفين بعلاقاتهم مع بن لادن. واتفق الدوري وزميل عراقي آخر على الاجتماع مع كلونان في منزل آمن يشرف عليه جهاز الاستخبارات، وقد سُئلوا عما إذا كانت هناك أي صلة محتملة بين صدام حسين وتنظيم القاعدة، فضحكوا قائلين إن بن لادن كان يكره الديكتاتور الذي كان يعتقد أنه مرتد يشرب الويسكي ويطارد النساء.
إن الروابط بين نظام صدام وتنظيم القاعدة، كما ادعت إدارة بوش، التي شكلت جزءاً حاسماً من مبرر أسلحة الدمار الشامل لغزو العراق، كانت غير موجودة أو مبالغ فيها، وفقاً لتقرير لجنة 11/9 التابعة للحكومة الأميركية والبنتاغون. على الرغم من هذه الاستنتاجات، واصل نائب الرئيس ديك تشيني التأكيد علناً على وجود صلة بين العراق وتنظيم القاعدة. كما زعمت الولايات المتحدة أن تنظيم القاعدة كان على اتصال بجماعة أنصار الإسلام الكردية الإسلامية منذ إنشائها في عام 1999، إلا أن مؤسس جماعة أنصار الإسلام، الملا كريكار نفى بشدة وجود أي صلة من هذا القبيل.
قامت عناصر مرتبطة في البداية بشكل فضفاض بتنظيم القاعدة، بقيادة أبو مصعب الزرقاوي عام 2003، بدعم المقاومة المحلية لقوات التحالف المحتلة والحكومة الناشئة، مستهدفة بشكل خاص الأغلبية الشيعية في العراق، وقد تورطوا في قصف مقر الأمم المتحدة في العراق، فضلاً عن مئات الهجمات الأخرى على أهداف عسكرية ومدنية. في نهاية المطاف، أعلن الزرقاوي ولاءه لأسامة بن لادن في أكتوبر 2004.
قُتل الزرقاوي في غارة جوية أميركية على منزل آمن قرب بعقوبة في 7 حزيران 2006. قبل وفاته زُعم أنه كان يحاول استخدام العراق كنقطة انطلاق للإرهاب الدولي، وأبرزها إرسال انتحاريين لمهاجمة الفنادق والأهداف الحكومية في الأردن. منذ مقتل الزرقاوي، كان من المعتقد أن أبو أيوب المصري تولى قيادة تنظيم القاعدة في العراق في 3 سبتمبر2006، تم القبض على الرجل الثاني في التنظيم حامد جمعة فريد السعيدي، شمال بغداد مع مجموعة من مساعديه وأتباعه.
كشفت وثيقة مكونة من 39 صفحة تم استرجاعها في نوفمبر ووثيقة أخرى مكونة من 16 صفحة تم استرجاعها في أكتوبر رؤية واضحة حول مدى الذعر والخوف الذي يعيشه تنظيم القاعدة في العراق. كما كشفت الوثائق كيف يتعرض المقاتلون المحليون لسوء المعاملة من قبل المقاتلين الأجانب، ويطلقون عليهم لقب الأوغاد والطائفيين والكفار.

## اسرائيل وفلسطين
أشار بن لادن وأيمن الظواهري مراراً وتكراراً إلى القضية الفلسطينية في بياناتهما ومقابلاتهما. تنشط جماعة جند أنصار الله ، التي تدعي أنها مستوحاة من تنظيم القاعدة، في قطاع غزة. كما أُدين أعضاء خلية تابعة لتنظيم القاعدة بقتل يافيم وينشتاين بالقرب من الناصرة عام 2009.

## لبنان
قام شاكر العبسي وهو عضو سابق في تنظيم القاعدة في العراق، بتجنيد اللاجئين الفلسطينيين في لبنان في تنظيم فتح الإسلام وثار ضد الحكومة، وتظل طبيعة ارتباطات المجموعة بتنظيم القاعدة موضع جدل.

## المملكة العربية السعودية
في 3 فبراير 2009، نشرت حكومة المملكة العربية السعودية قائمة بأسماء 85 مشتبهاً بالإرهاب. كان أحد الجوانب الرئيسية لمشاركتها الدولية هو إقامة التحالفات، والتي غالبًا ما تكون غير مستغلة بشكل كافٍ. اعتقدت الحكومة السعودية أن جميع هؤلاء الرجال كانوا يعيشون خارج المملكة العربية السعودية، وشجعتهم على تسليم أنفسهم إلى أقرب سفارة سعودية. يعتقد أن العديد من الأشخاص الذين وردت أسماؤهم في القائمة موجودون في آسيا.

## اليمن
كانت القاعدة مسؤولة عن تفجير المدمرة الأمريكية يو إس إس كول وهو هجوم انتحاري ضد المدمرة البحرية الأمريكية يو إس إس كول في 12 أكتوبر 2000، بينما كانت راسية في ميناء عدن. قُتل سبعة عشر بحارًا أمريكيًا فيها.